# Hermann Müller-Strübing
Hermann Müller-Strübing (* 27. August 1812 in Neubrandenburg als Hermann Müller; † 14. August 1893 in London) war ein deutscher Burschenschafter und Altphilologe.

## Leben
Hermann Müller, der später seinen Namen um den Mädchennamen seiner Mutter erweiterte, wurde geboren als ältestes von 11 Kindern des Juristen und späteren Ersten Bürgermeisters von Neubrandenburg, Friedrich Müller, und dessen Frau Friederica, geb. Strübing (1790–1860), einer Juristentochter aus Neubrandenburg. Die Schriftstellerin Luise Mühlbach war seine Schwester.
Müller-Strübing besuchte die Große Stadtschule in Neubrandenburg, wo er Mitschüler von Wilhelm Ahlers und Mitgründer der Schülerverbindung Teutonia war, und seit dem Tod des Vaters (1830) das Gymnasium Carolinum in Neustrelitz, wo er Ostern 1831 das Abitur bestand.
Er studierte von 1831 bis 1833 Rechtswissenschaft in Berlin und Heidelberg. Während seines Studiums wurde er 1832 Mitglied der Alten Heidelberger Burschenschaft Franconia und gehörte deren engerem Verein an. Er war an den Vorbereitungen zum Frankfurter Wachensturm beteiligt, nahm aber selbst nicht direkt daran teil, da die Heidelberger Burschenschaft erst nach erfolgreichem Sturm an der Mannheimer Rheinbrücke eingesetzt werden sollte, was jedoch aufgrund der Niederschlagung des Wachensturms nicht mehr erfolgte. Seine Matrikel wurden bei Wilhelm Obermüller gefunden, dem er zur Flucht verholfen wollte. Müller-Strübing wurde 1833 verhaftet. Er wurde monatelang im Berliner Polizeipräsidium, in der Hausvogtei und in der Stadtvogtei verhört und gestand schließlich. Aufgrund seiner Aussagen konnten zahlreiche Verhaftungen vorgenommen und die Bundeszentralbehörde eingesetzt werden. Als angeblicher Rädelsführer beim Frankfurter Wachensturm wurde er 1835 zum Tode durch das Rad verurteilt, aber 1836 zu lebenslänglicher Festungshaft auf der Festung Posen begnadigt. Nachdem er aufgrund einer Amnestie beim Regierungsantritt Friedrich Wilhelms IV. 1840 freigelassen wurde, setzte er sein Studium der Philosophie in Berlin und Jena fort und wurde zum Dr. phil. promoviert.
Wegen seiner Vergangenheit konnte er sich nicht wie geplant in Berlin zum Privatdozenten habilitieren, ebenso in Jena. Sein Schwager Theodor Mundt förderte ihn in seiner schriftstellerischen Laufbahn. Müller-Strübing war unter anderem für die Vossische Zeitung in Berlin tätig. Arnold Ruge vermittelte ihn 1843 als Berliner Korrespondenten zur Rheinischen Zeitung, die unter der Leitung von Karl Marx stand. In der Revolution 1848/1849 engagierte er sich in Berlin, allerdings ohne dort eine führende Rolle einzunehmen. Er war Mitarbeiter der demokratischen Tageszeitung Berliner Zeitungs-Halle und wurde unter dem Namen Linden-Müller als Volksredner bekannt. Er verkehrte mit den demokratischen Abgeordneten Carl d’Ester und Julius Stein. Er war mit Michail Alexandrowitsch Bakunin befreundet, der eine Zeit bei ihm wohnte und mit dem er 1848 die Werbeschrift Aufruf an die Sklaven verfasste.
Nach der gescheiterten Revolution ging er 1849 nach Paris. Dort verkehrte er in einem Freundeskreis um Pauline Viardot-García, Manuel Patricio Rodríguez García, Iwan Turgenew, Alexander Herzen und Georg Herwegh. In Paris demonstrierte er mit Alexandre Ledru-Rollin für die Römische Republik. Müller-Strübing war mit George Sand befreundet, auf deren Landgut er einige Zeit lebte und bei den Gutsbesitzern Deutsch, Latein und Klavier unterrichtete.
1852 floh er nach London, wo er mit Unterrichten und als Zeitungskorrespondent seinen Lebensunterhalt verdiente. Er war als Lehrer für Altgriechisch und Deutsch sowie als Übersetzer tätig. 1866 machte er eine Italienreise, auf der er sich im  Deutschen Krieg auf die Seite Preußens stellte. Müller-Strübing forschte und publizierte zur griechischen Geschichte und Literatur. 1877 unternahm er eine Reise nach Griechenland. Aufgrund seiner wissenschaftlichen Leistungen erhielt er in den 1880er Jahren den Ehrendoktor (Dr. h. c.) der Philosophischen Fakultät der Universität Königsberg. Er war ein Befürworter Bismarcks.

## Veröffentlichungen (Auswahl)
- Aristophanes und die historische Kritik. Polemische Studien zur Geschichte von Athen im 5. Jahrhundert vor Ch. G. Teubner, Leipzig 1873 (Digitalisat).
- Polemische Beiträge zur Kritik des Thukydidestextes. Gerold, Wien 1879.
- Die Strategie des Demosthenes in vierzehnten Jahre des Peloponnesischen Krieges (418 v. Chr.). In: Rheinisches Museum für Philologie. Band 33, 1978, S. 78–93 (Digitalisat).
- Ἀθηναίων πολιτεία. Die attische Schrift vom Staat der Athener. Untersuchungen über die Zeit, die Tendenz, die Form und den Verfasser derselben (= Philologus. Supplementband 4). Dietrich, Göttingen 1880.